# A Division 1924/1925
Čtvrtý ročník Irish League (1. irské fotbalové ligy) se konal od 6. září 1924 do 25. dubna 1925.
Soutěže se zúčastnilo opět 10 klubů. Titul získal poprvé ve své klubové historii Shelbourne FC, který získal o tři body více něž obhájce titulu Bohemian FC. Nejlepším střelcem byl hráč Shamrock Rovers FC Billy Farrell, který vstřelil 25 branek.